# 韦尔泰什绍姆洛

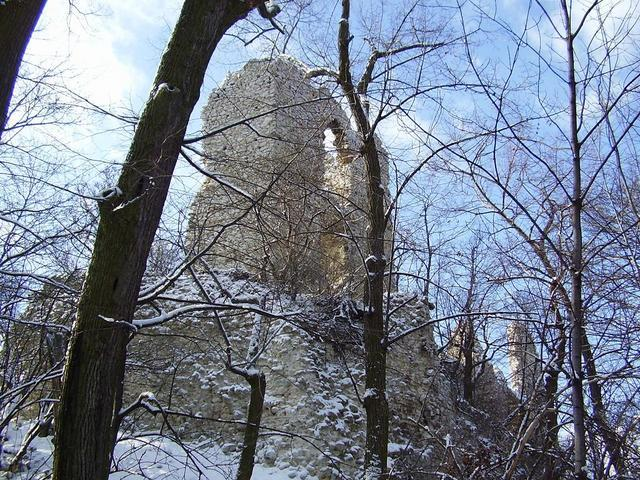

韦尔泰什绍姆洛，是匈牙利科马罗姆-埃斯泰尔戈姆州所辖的一个村。总面积22.29平方公里，总人口1340，人口密度60.1人/平方公里（2011年1月1日）。